# Середній атомний руйнівний боєприпас

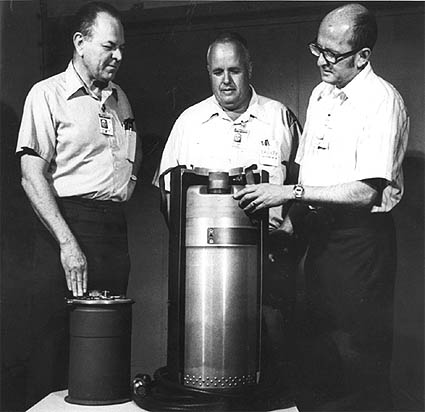
Вчені розглядають атомний боєприпас середнього розміру. Кожух з розрізом, боєголовка всередині, дешифратор коду/стріляючий блок зліва.

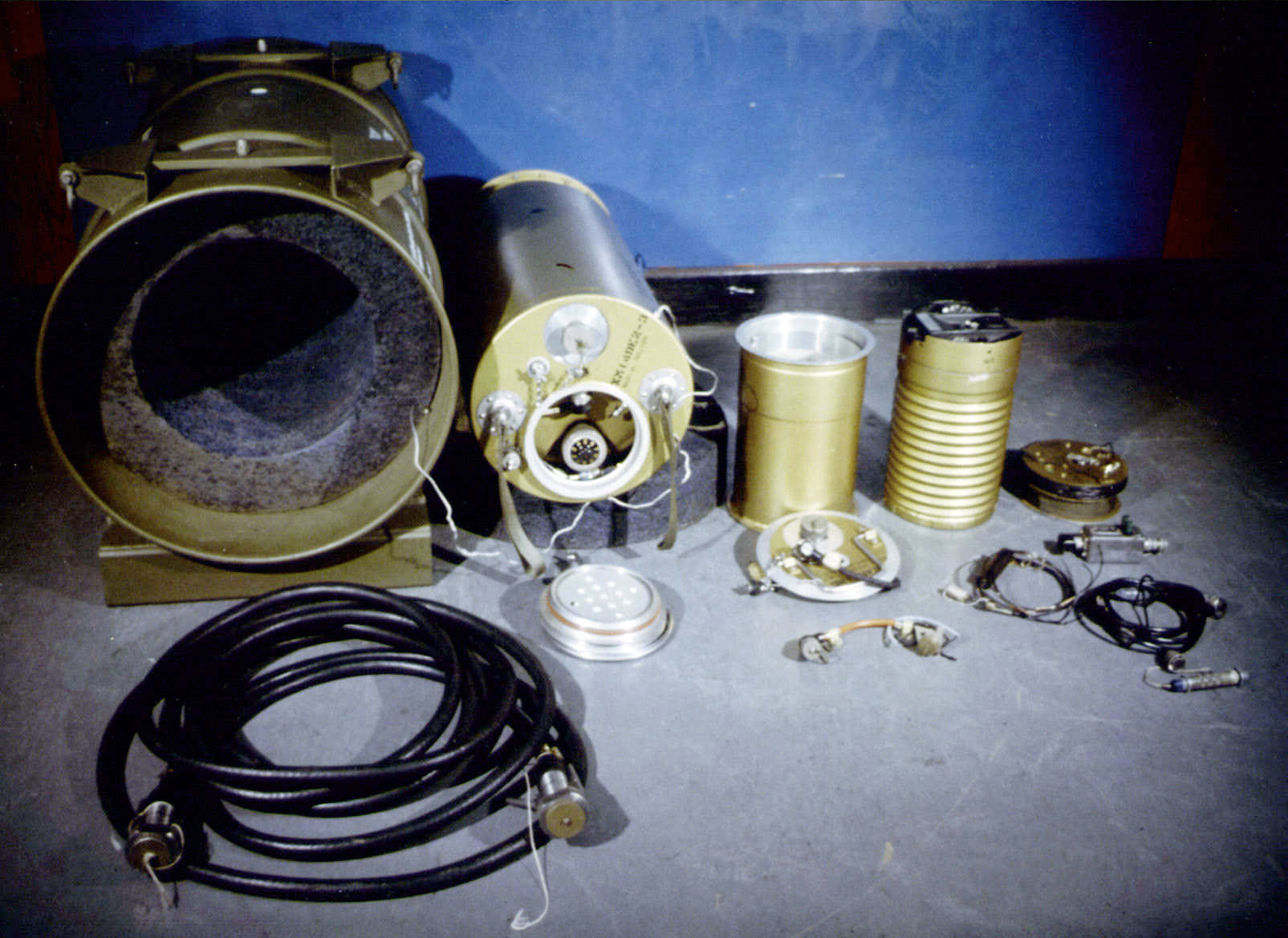
Внутрішні компоненти установки MADM. Зліва направо: пакувальний контейнер, боєголовка W45, блок дешифрування коду, блок стрільби.

Середній атомний підривний боєприпас (англ. Medium Atomic Demolition Munition, MADM) — тактична ядерна зброя, розроблена Сполученими Штатами під час холодної війни. Атомний підривний боєприпас, бойовий інженерний пристрій для руйнування споруд і формування поля бою. Пристрій містив боєголовку W45 з орієнтовною потужністю від 0,5 дo 15 кт ТНТ (2,1 дo 62,8 TДж). Кожен MADM важив 177 кг у контейнері для транспортування. Були розгорнуті між 1962 і 1986 роками.
На службі MADM був відомий як M167, M172 і M175 Atomic Demolition Charges (ADC).

## Історія
Історія MADM почалася в 1954 році з пропозиції щодо легкої багатоцільової боєголовки. Його попередник, перший атомний руйнівний боєприпас (ADM), був розгорнутий у тому ж році. Це була зброя малої потужності (0,5 до 15 кт ТНТ (2,1 дo 62,8 TДж)) використовується силами спеціального призначення та командами десантників для знищення інфраструктури противника, зокрема мостів, тунелів і гаваней тощо. Боєголовка MADM була розроблена, щоб бути економною в ядерному матеріалі, маючи діаметр менше 380 мм, і сподівалися, що пристрій можна буде розбити на менші 18 кг комплектуючі для перевезення та складання в польових умовах.
Програма припинялася на кілька років, а Лос-Аламос і Сандія в спільному листі запропонували використовувати боєголовки в діапазоні від 300-460 мм були можливі. Одного разу для застосування розглядалася боєголовка W25 для ракети AIR-2 Genie. Програма для W45 була затверджена в січні 1956 року. Крім MADM, програма передбачала розробку боєголовок для Nike I, Little John, Terrier і ASROC.
Можливі пристрої для програми були перевірені в Операція Redwing і Plumbbob. У серпні 1956 року було вирішено, що боєголовка ASROC буде призначена LASL як XW-44, а інші боєголовки, включаючи MADM, будуть передані Радіаційній лабораторії Каліфорнійського університету (UCRL) (нині Ліверморська національна лабораторія імені Лоуренса) разом із позначення XW-45.

## Конструкція

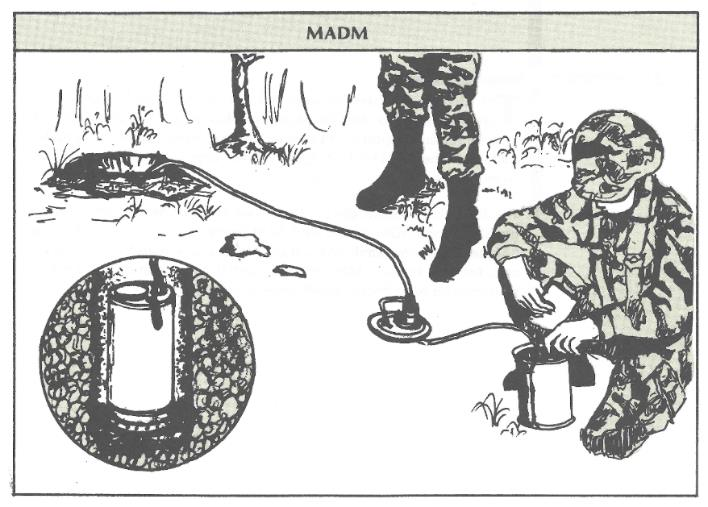
Діаграма, на якій показано підземне розміщення середнього атомного руйнівного боєприпасу

Зброя була посиленим пристроєм із зовнішнім ініціюванням. Ймовірно, це зброя типу Swan з використанням повітряної лінзи. Повідомляється, що потужність становила 0,5 дo 15 кт ТНТ (2,1 дo 62,8 TДж).
Зброя була розроблена таким чином, щоб її можна було підірвати за допомогою таймера до 21 дня, по радіо або польовому дроту, і мала водонепроникний захисний футляр.
У водонепроникному футлярі зброя мала 1,1 метри довжину, 61 см ширину, 71 см висоту і важив 177 кг.

## Використання MADM
Інструкції з використання ADM описують тактичне використання ADM як у наступальних, так і в оборонних операціях.
У наступальних операціях ADM описано як корисні для покращення захисту флангів і підрозділу тилу, перешкоджання контратакам і допомоги у захопленні противника.

### Інженерно-оборонне застосування
Інструкції з використання ADM описують використання ADM в оборонних цілях для інженерних бойових цілей. Описані можливі цілі включають мости, дамби, канали, тунелі, аеродроми, сортувальні станції залізниць, порти та промислові підприємства, а також енергетичні об’єкти.

## Дивись також
- Спеціальний атомний руйнівний боєприпас